# Pfarrkirche St. Marienkirchen am Hausruck

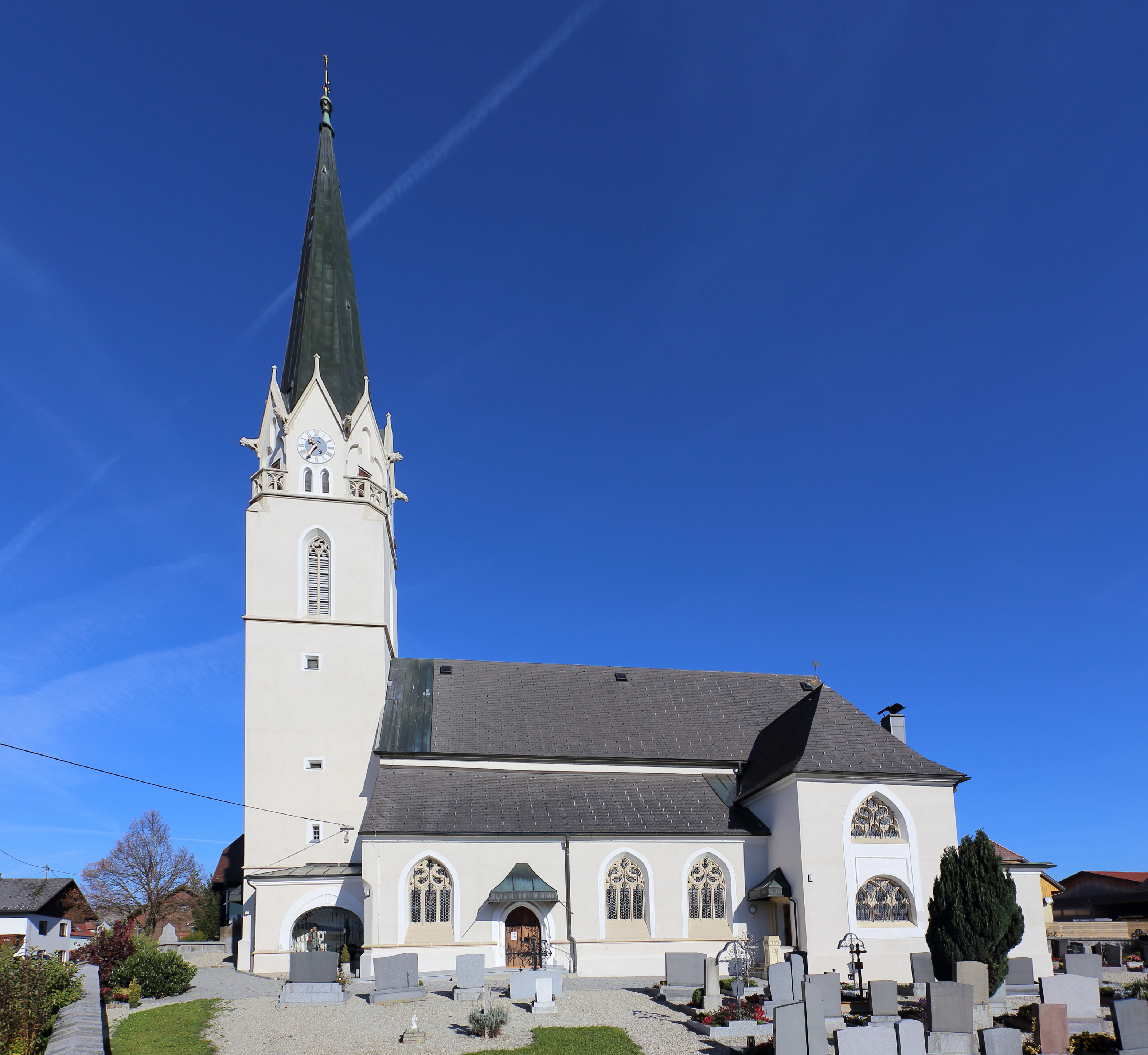
Pfarrkirche Mariä Himmelfahrt in St. Marienkirchen am Hausruck

Die Pfarrkirche St. Marienkirchen am Hausruck steht im Ort St. Marienkirchen am Hausruck in der Gemeinde St. Marienkirchen am Hausruck in Oberösterreich. Die römisch-katholische Pfarrkirche Mariä Himmelfahrt gehört zum Dekanat Ried im Innkreis in der Diözese Linz. Die Kirche und der Friedhof stehen unter Denkmalschutz.

## Geschichte
Die Kirche wurde 1350 urkundlich genannt.

## Architektur
Das gotische vierjochige netzrippengewölbte Langhaus mit einem südlichen Seitenschiff hat einen eingezogenen niedrigeren dreijochigen netzrippengewölbten Chor mit einem Dreiachtelschluss. Die dreiachsige Westempore mittig vorkragend ist netzrippenunterwölbt. Der Turm mit einer netzrippengewölbten Turmhalle hat einen neugotischen Spitzhelm. Das Südportal ist spätgotisch.

## Ausstattung
Die Einrichtung ist neugotisch. Der Hochaltar trägt eine spätgotische thronende Maria mit Kind aus der 2. Hälfte des 15. Jahrhunderts, das Kind ist neu. Das Triumphbogenkruzifix ist wohl neugotisch. Die Orgel mit zwei Manualen und 14 Registern wurde 1885 von Johann Lachmayr aus Linz-Urfahr erbaut.